# Nardorex
Nardorex es un género extinto de peces actinopterigios prehistóricos. Fue descrito por Taverne en 2004.
Vivió en Italia.